# Алгабас (Жанааркинский район)
Алгабас (каз. Алғабас) — село в Жанааркинском районе Карагандинской области Казахстана. Входит в состав Сейфуллинского сельского округа. Код КАТО — 354463200.

## Население
В 1999 году население села составляло 212 человек (106 мужчин и 106 женщин). По данным переписи 2009 года, в селе проживало 97 человек (47 мужчин и 50 женщин).